# Zinho (Fußballspieler, 1967)
Crizam César de Oliveira Filho, besser bekannt als Zinho [ˈziɲu] (* 17. Juni 1967 in Nova Iguaçu) ist ein ehemaliger brasilianischer Fußballspieler. Als Spieler wurde er u. a. in Brasilien Meister und Pokalsieger mit verschiedenen Clubs. Des Weiteren war er Teil des Teams, das 1994 den Weltmeistertitel holte.

## Karriere

### Vereine
Zinho seine Laufbahn im Nachwuchsbereich von Flamengo Rio de Janeiro. Bei dem Klub gelang ihm 1986 der Sprung in den Profikader. In seiner Zeit bei Flamengo bis 1992 gewann der Spieler mehrere nationale Titel und er wurde 1989 in die Nationalmannschaft berufen.
Im Oktober 1992 wechselte Zinho zu Palmeiras São Paulo und Anfang des Jahres 1995 wagte er den Sprung ins Ausland. Er unterschrieb in Japan beim Yokohama FC. Im Juni 1997 kehrte Zinho dann zu Palmeiras zurück. Mit dem Klub aus São Paulo gelangen ihm dann mit dem Copa Mercosur 1998 und der Copa Libertadores 1999 internationale Erfolge. Nach Beendigung der erfolgreichen Saison 1999, verließ Zinho den Klub erneut. Er schloss Grêmio Porto Alegre an. Nachdem er mit Flamengo (1990) und Palmeiras (1998) die Copa do Brasil gewinnen konnte, gelang es ihm mit Grêmio 2001 erneut. Nach eineinhalb Jahren unterzeichnete Zinho dann zum dritten Mal bei Palmeiras. Im Juni 2003 wechselte er bis Jahresende zu Cruzeiro Belo Horizonte. Den Wechsel begründete Zinho in einem Interview 2023 mit der Situation bei Palmeiras. Nach Beendigung der Série A 2002 musste der Klub erstmalig in die Série B absteigen. Zinho verblieb bei Palmeiras, um dem Klub in der Série B 2003 beim Wiederaufstieg zu helfen. Allerdings kam zu Auseinandersetzungen zwischen ihm und dem neuen Trainer Jair Picerni, weshalb er den Klub nach dem ersten Spieltag verließ. In der Spielzeit 2003 konnte Zinho mit dem Klub aus Minas zum vierten Mal den Pokal und seine fünfte Meisterschaft gewinnen [Flamengo (1987, 1992), Palmeiras (1993, 1994)].
Zum Start in die Saison 2004 kehrte Zinho zu seinem Jugendklub Flamengo zurück. Hier konnte er die Staatsmeisterschaft von Rio de Janeiro 2004 gewinnen, verließ den Klub nach der 2005er Ausgabe im April wieder. Er trat in der Série B der Staatsmeisterschaft dann noch erfolgreich für den Nova Iguaçu FC an. Zum Jahreswechsel traute er sich nochmals ins Ausland. Er unterschrieb einen Kontrakt beim Miami FC, für welchen er ab 2007 auch als Trainer fungierte. Dieses Amt führte er auch 2011 kurze Zeit beim Nova Iguaçu aus und von 2015 bis 2016 als Co-Trainer beim CR Vasco da Gama. Davor war Zinho noch 2012 bei Flamengo als Sportdirektor angestellt, sowie in selbiger Funktion von 2013 bis 2014 beim FC Santos.

### Nationalmannschaft
Von 1989 bis 1998 trat Zinho in 57 offiziellen Länderspielen für Brasilien an. Dabei gelangen ihm nicht nur sieben Tore, sondern auch der Gewinn der Fußball-Weltmeisterschaft 1994, in welcher in allen sieben Spielen auf dem Platz stand.

## Erfolge

### Als Spieler
Nationalmannschaft
- Fußball-Weltmeisterschaft: 1994

Flamengo
- Taça Rio: 1986, 1991
- Staatsmeisterschaft von Rio de Janeiro: 1986, 1991, 2004
- Campeonato Brasileiro de Futebol: 1987, 1992
- Taça Guanabara: 1988, 1989, 2004
- Copa do Brasil: 1990

Palmeiras
- Staatsmeisterschaft von São Paulo: 1993, 1994
- Torneio Rio-São Paulo: 1993
- Campeonato Brasileiro de Futebol: 1993, 1994
- Copa do Brasil: 1998
- Copa Mercosur: 1998
- Copa Libertadores: 1999

Grêmio
- Staatsmeisterschaft von Rio Grande do Sul: 2001
- Copa do Brasil: 2001

Cruzeiro
- Campeonato Brasileiro de Futebol: 2003
- Copa do Brasil: 2003
- Staatsmeisterschaft von Minas Gerais: 2003

Nova Iguaçu
- Staatsmeisterschaft von Rio de Janeiro – Série B: 2005

### Auszeichnungen
- Bola de Prata: 1988, 1992, 1994, 1997

## Trivia
Zinho gilt hinter Rogério Ceni als Spieler mit den meisten Einsätzen in der brasilianischen Série A. Von 1986 bis 2004 bestritt er hier 370 Spiele.
2012 nahm er eine Anstellung beim Fernsehsender FOX als Kommentator an, beendete diese aber vorzeitig um im Vorstand von Flamengo aktiv werden zu können. Seit 2015 arbeitet Zinho als Sportkommentator bei ESPN Brasil.